# Droga krajowa nr 85 (Węgry)
Droga krajowa nr 85 (węg. 85-ös főút) – droga krajowa w komitacie Győr-Moson-Sopron w północno-zachodnich Węgrzech. Długość - 74 km. Przebieg: 
- Győr – skrzyżowanie z drogą nr 1 i z M1 (węzeł Győr-Csorna)
- Csorna – wspólny odcinek z drogą nr 86
- Veszprém – skrzyżowanie z drogą nr 1
- Kapuvár
- Nagycenk – skrzyżowanie z drogą nr 84